# La Sábila, Sinaloa
La Sábila är en ort i Mexiko.   Den ligger i kommunen Mazatlán och delstaten Sinaloa, i den centrala delen av landet, 900 km nordväst om huvudstaden Mexico City. La Sábila ligger 88 meter över havet och antalet invånare är 271.
Terrängen runt La Sábila är kuperad söderut, men norrut är den platt. Runt La Sábila är det ganska tätbefolkat, med 139 invånare per kvadratkilometer. La Sábila är det största samhället i trakten. I omgivningarna runt La Sábila växer i huvudsak lövfällande lövskog.